# Groupe Castel
Groupe Castel er en fransk drikkevarekoncern. Den blev etableret i 1949 af Pierre Castel, der fortsat driver koncernen som en familiejet virksomhed.
Castel er Frankrigs største vinproducent, i blandt de største ølproducenter i Frankrig og desuden fremstiller de læskedrikke.